# Друхью
Друхью (санскр. द्रुह्यु; Druhyu) — в индуистской мифологии — первый сын Махараджи Яяти и Шармиштхи, его служанки и второй жены. Друхью — единокровный брат Яду и Турвасу, детей Деваяни.
Поскольку его отец нарушил свое брачное обещание, Махагуру Шукра (его тесть) проклял его, и тот быстрее состарился. Затем Яяти призвал своих сыновей унаследовать его проклятие, но четверо из них, включая Друхью, отказались. Только Пуру был готов нести проклятие своего отца.
Яяти забрал у Друхью и его братьев право быть наследниками царства и проклял их потомков. Они основали свои собственные государства. Потомки Яду стали Ядавами, от Турвасу произошли Яваны, от Друхью — население Бходжи, от Ану — Млеччхи. Пуру стал родоначальником Пауравов.